# Candelaria (Quezon)
Candelaria is een gemeente in de Filipijnse provincie Quezon op het eiland Luzon. Bij de laatste census in 2010 telde de gemeente bijna 111 duizend inwoners.

## Geografie

### Bestuurlijke indeling
Candelaria is onderverdeeld in de volgende 25 barangays:
| - Buenavista East - Buenavista West - Bukal Norte - Bukal Sur - Kinatihan I - Kinatihan II - Malabanban Norte - Malabanban Sur - Mangilag Norte - Mangilag Sur - Masalukot I - Masalukot II - Masalukot III | - Masalukot IV - Masalukot V - Masin Norte - Masin Sur - Mayabobo - Pahinga Norte - Pahinga Sur - Poblacion - San Andres - San Isidro - Santa Catalina Norte - Santa Catalina Sur |

## Demografie
Candelaria had bij de census van 2010 een inwoneraantal van 110.570 mensen. Dit waren 4.573 mensen (4,3%) meer dan bij de vorige census van 2007. Ten opzichte van de census van 2000 was het aantal inwoners gegroeid met 18.141 mensen (19,6%). De gemiddelde jaarlijkse groei in die periode kwam daarmee uit op 1,81%, hetgeen lager was dan het landelijk jaarlijks gemiddelde over deze periode (1,90%).

De bevolkingsdichtheid van Candelaria was ten tijde van de laatste census, met 110.570 inwoners op 129,1 km², 856,5 mensen per km².